# Melochia lanata
Melochia lanata är en malvaväxtart som beskrevs av A. St.-hil.. Melochia lanata ingår i släktet Melochia och familjen malvaväxter. Inga underarter finns listade i Catalogue of Life.